# نلسون والدز
نلسون هیدو والدز (انگلیسی: Nelson Haedo Valdez؛ زادهٔ ۲۸ نوامبر ۱۹۸۳) یک بازیکن فوتبال اهل پاراگوئه است.
وی همچنین در تیم ملی فوتبال پاراگوئه بازی کرده‌است.